# 特別会
特別会（とくべつかい）とは、日本の国会の会期の一種で、日本国憲法第54条1項によって定められる、衆議院解散による衆議院議員総選挙後30日以内に召集しなければならない国会である。
一般にマスメディア等では、特別国会（とくべつこっかい）と呼ばれている。

## 臨時会
衆議院解散による衆議院議員総選挙後には特別会が開会されるが、後述のように衆議院議員任期満了による総選挙後には特別会ではなく臨時会が開会される（国会法第2条の3第1項）。

## 概説

### 日本国憲法・国会法
常会・臨時会・特別会とも、制度については日本国憲法（52条・53条・54条1項）で規定されているが、名称については憲法では前2者のみが規定され「特別会」の文字は登場しない。「特別会」の名称は国会法で「日本国憲法第五十四条により召集された国会をいう」という形で規定されている（国会法第1条第3項）。
したがって、あくまでも憲法上は特別会と臨時会を区別する理由はないことになるが、旧来の慣行から臨時会とは区別されている。衆議院議長・衆議院副議長の選出と内閣総理大臣指名選挙が行われる以外は臨時会とほぼ同様である。
なお、衆議院議員総選挙が解散でなく任期満了により施行された場合は、直後の国会として特別会でなく臨時会が召集される（国会法第2条の3第1項。1976年12月24日召集の第79回国会（臨時会）が2020年現在唯一の事例である）。

### 内閣総理大臣指名選挙
憲法によれば衆議院議員総選挙の後に初めて国会の召集があった時には内閣は総辞職しなければならず（日本国憲法第70条）、内閣が総辞職した場合には国会において文民である国会議員から内閣総理大臣を指名しなければならない（内閣総理大臣指名選挙、日本国憲法第67条）。内閣総理大臣指名選挙は他のすべての案件に先立って行うものとされているが（日本国憲法第67条）、これは内閣総理大臣が指名されないままの状態に置かれることは国政上において重大な支障をきたすためである（ただし、以下の院の構成に関する手続については先決問題として扱われる）。

### 院の構成に関する手続
前述のように内閣総理大臣指名選挙は他のすべての案件に先立って行うものとされているが（日本国憲法第67条）、条理上、院の構成など正常な議事運営を行い議院が有効に活動するための前提となる手続（議長選挙や副議長選挙など役員の選任、会期の決定、議席の指定など）については先決問題として内閣総理大臣指名選挙よりも前に行われることとなっており（昭和53年衆議院先例集69、昭和53年参議院先例録77）、これは憲法が予定するところあるいは憲法の許容するところと解されている。

#### 衆議院の場合
衆議院においては衆議院解散によって議長・副議長等の役職が空席となっている。したがって、議席の指定や会期の件などのほか役員選挙も先決問題として取り扱われる。
特別会召集日の衆議院における議事日程には次のようなものがある。
1. 議長の選挙
2. 副議長の選挙
総選挙後であるため、まず当選証書を対照した議員数の報告がある。その後、議長・副議長の選挙に入る。議長と副議長が選ばれるまでは事務総長が議長の職務を行う（国会法第7条）。選挙の結果に従って事務総長は議長・副議長当選者の紹介を行い、選ばれた議員は順次登壇して挨拶を行う（議長は議長席に着席して以降の議事の進行にあたり、副議長は自らの議席に戻る）。
3. 議席の指定
議長において仮議席のとおり指定されるのが通例である。
4. 会期の件
5. 常任委員の選任
召集日においては議院運営委員会の委員についてのみ選任手続を行い、衆議院規則第37条に基づき各会派の申出に基づいて議長が議院運営委員を選任するのが通例である（他の常任委員の選任については延期されるのが通例である）。
6. 常任委員長の選挙
召集日においては議院運営委員長についてのみ手続を行い、選挙の手続は省略して議長において指名するのが通例である（他の常任委員長の選任については延期されるのが通例である）。
7. 政治倫理審査会委員の選任
議事日程に入っていても延期されるのが通例である。
8. 内閣総理大臣の指名

#### 参議院の場合
参議院においては衆議院解散によって議長・副議長の役職が空席となるわけではないため、議席の指定や会期の件などが先決問題として取り扱われた後、内閣総理大臣指名選挙の手続に入る。
特別会召集日の参議院における議事日程には次のようなものがある。
1. 議席の指定
議長において仮議席のとおり指定されるのが通例である。
2. 会期の件
3. 内閣総理大臣の指名

参議院では衆議院議員総選挙と同時に行われた参議院議員補欠選挙で当選した議員の紹介、欠員となった常任委員長の選挙（一般に手続を省略して議長が異議なし採決で指名する）、特別委員会の設置の手続などについても案件として上げられることがある。

## 召集と会期

### 召集
特別会は衆議院解散後の総選挙の日から30日以内に召集される（日本国憲法第54条第1項）。特別会は短期間のうちに終了する例が多いが、重要法案の審議・採決のために会期を長く定める場合もある。

### 会期
会期は両議院一致の議決で定めるが、両院で議決が異なった場合は衆議院の議決による（衆議院の優越、国会法第13条）。会期延長は2回まで可能（国会法第12条第2項）。

### 常会と重なる場合
特別会を召集すべき時期が常会を召集すべき時期と重なる場合は常会と特別会を併せて召集することができる（国会法2条の2）との規定があるが、2019年末現在この「併せて召集」が適用された例はなく、特別会のみを召集している（この場合、会期を120日間または150日間に設定することで事実上「常会に代わる特別会」としている。）。

## 記録
- 最長会期日数記録 - 280日間（第71回国会。会期延長を含む。）
- 最短会期日数記録 - 3日間（第148回国会、第182回国会、第188回国会、第206回国会）

## 一覧
- 第215回国会（2024年：4日）
- 第206回国会（2021年：3日）
- 第195回国会（2017年：39日）
- 第188回国会（2014年：3日）
- 第182回国会（2012年：3日）
- 第172回国会（2009年：4日）
- 第163回国会（2005年：42日）
- 第158回国会（2003年：9日）
- 第148回国会（2000年：3日）
- 第138回国会（1996年：6日）
- 第127回国会（1993年：24日）
- 第118回国会（1990年：120日）
- 第106回国会（1986年：4日）
- 第101回国会（1983年：227日）
- 第92回国会（1980年：10日）
- 第89回国会（1979年：18日）
- 第71回国会（1972年：280日）
- 第63回国会（1970年：120日）
- 第55回国会（1967年：157日）
- 第45回国会（1963年：15日）
- 第37回国会（1960年：18日）
- 第29回国会（1958年：29日）
- 第22回国会（1955年：135日）
- 第16回国会（1953年：85日）
- 第15回国会（1952年：142日）
- 第5回国会（1949年：110日）
- 第1回国会（1947年：204日）